# Robert Musil

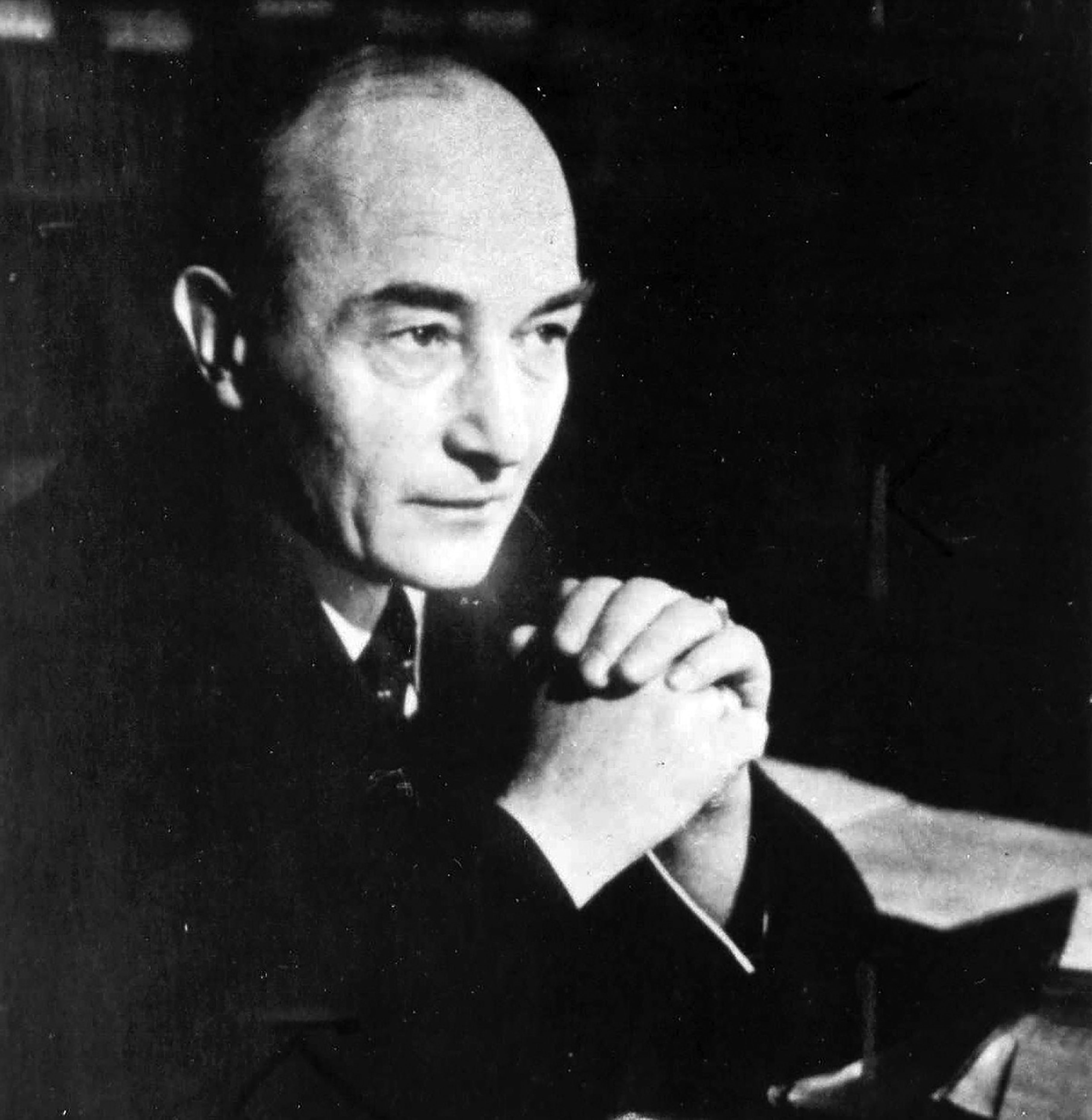
Musil im Jahr 1930

Robert Musil (Aussprache: [ˈmuːzɪl]; * 6. November 1880 in St. Ruprecht bei Klagenfurt; † 15. April 1942 in Genf) war ein österreichischer Schriftsteller und Theaterkritiker. Für sein literarisches Schaffen waren der Erste Weltkrieg sowie die Errichtung der nationalsozialistischen Herrschaft in Deutschland und Österreich bedeutsame Einschnitte.
Musils Werk umfasst Novellen, Dramen, Essays, Kritiken und zwei Romane: 1906 erschien Die Verwirrungen des Zöglings Törleß, ein vielfach auch als Schullektüre genutztes Werkbeispiel der literarischen Moderne. An seinem zur Weltliteratur zählenden Hauptwerk Der Mann ohne Eigenschaften, das von autobiographischen Aspekten mitbestimmt ist, hat Musil seit den 1920er Jahren bis zu seinem Tode fortlaufend gearbeitet, ohne es abschließen zu können. Die dazu publizierten Werkdeutungen und Forschungspublikationen reißen seit den 1950er Jahren nicht ab.

## Leben und Werkstücke
Musil war als Schriftsteller in hohem Maße von seinen Anlagen und von der Verarbeitung des eigenen Erlebens bestimmt. Sein literarischer Nachlass spiegelt vor allem den eigenen Werdegang, seine Wahrnehmung des unmittelbaren sozialen Umfelds, die Auseinandersetzung mit dem Zeitgeschehen und die Deutung der geistigen Strömungen seiner Zeit. Für Musil charakteristisch ist dabei das Neben- und Miteinander von Wirklichkeitssinn und Möglichkeitssinn.

### Familiäre Konstellationen und Ausbildung

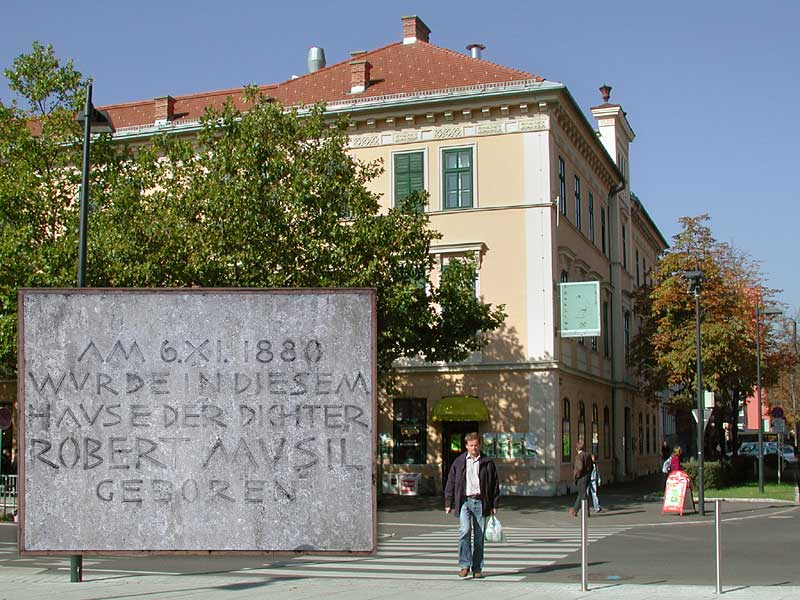
Geburtshaus Robert Musils mit Gedenktafel

Robert Musil war der einzige Sohn des Ingenieurs und Hochschulprofessors Alfred Musil und seiner Ehefrau Hermine. Der Vater war in Temeswar geboren und wuchs in Graz auf, wo er auch eine Ausbildung zum Maschinenbauingenieur absolvierte. Die Familie Musil stammte aus dem mährischen Rychtářov, die Familie der Mutter, die Tochter des Eisenbahnpioniers Franz Xaver Bergauer, stammte aus Südböhmen. Robert Musil verwendete später für Rezensionen in der Prager Presse das Pseudonym Matthias Rychtarzow, in Anspielung auf den Vornamen seines Großvaters.
Seit 1873 arbeitete Alfred Musil in Klagenfurt für die Hüttenberger Eisenwerks-Gesellschaft AG. Vier Jahre bevor Robert Musil geboren wurde, war seine ältere Schwester 1876 verstorben, zu der er, ohne sie gekannt zu haben, eine eigentümliche Hingezogenheit verspürte. Wie späteren Tagebucheinträgen zu entnehmen ist, hatte Musil mitunter den Wunsch, ein Mädchen zu sein.
1881, ein Jahr nach Robert Musils Geburt, zog die Familie nach Komotau in Böhmen, wo der Vater als Direktor der k. k. Maschinengewerblichen Fachschule mit Lehrwerkstätten arbeitete. Nach einem erneuten Arbeitsplatzwechsel Alfred Musils lebte die Familie ab 1882 in Steyr in Oberösterreich, wo Robert die Volksschule sowie die erste Klasse des Realgymnasiums besuchte. Im Elternhaus verkehrte der auch auf Reisen regelmäßig hinzukommende Hausfreund Heinrich Reiter, der zu Roberts Mutter in einem Verhältnis nicht ganz geklärter Nähe stand. Pfohlmann sieht in dieser den Jungen irritierenden Konstellation eine Mitursache von Musils labiler Geschlechtsidentität.
1891 wurde der Vater Dozent an der Deutschen Technischen Hochschule Brünn. Die Familie zog nach Brünn, wo Robert in die Realschule ging. Im ersten Halbjahr 1891 versäumte Musil den Unterricht wegen einer „Nerven- und Gehirnkrankeit“ (vermutlich einer Hirnhautentzündung). Von 1892 bis 1894 besuchte Musil die Militär-Unterrealschule in Eisenstadt und von 1894 bis 1897 die Militär-Oberrealschule in Mährisch Weißkirchen mit dem Ziel, Offizier zu werden. In dieser Kadettenanstalt kam es zu jenen Erlebnissen und Erfahrungen, die Musil später im Törleß verarbeitete. Seine letzte Ausbildungsstätte war die k.u.k. Technische Militärakademie in Wien; dort begann er eine Ausbildung zum Artillerieoffizier. Er brach aber nach einem Vierteljahr die Offizierslaufbahn mit väterlicher Unterstützung ab und begann 1898 ein Maschinenbaustudium an der Deutschen Technischen Hochschule Brünn, an der sein Vater Rektor war. Neben einem ausladenden naturwissenschaftlichen Arbeitspensum fand er in der von häufigen Prüfungen begleiteten Ausbildung noch Zeit, sich in einer Reihe von Clubs und Vereinen zu engagieren. Fechten, Tennis und Wassersportarten zählten zu seinen bevorzugten Freizeitaktivitäten. Er gehörte in Brünn auch zu den wenigen frühen Radfahrern. Der Deutsch-Akademische Leseverein, dem Musil sich zudem anschloss, hatte mit 20 Mitgliedern laut Karl Corino knapp die doppelte Stärke des Radfahrerclubs. Größeren Einfluss auf Musils geistige Orientierung hatten zu dieser Zeit neben Friedrich Nietzsche auch Ralph Waldo Emerson und Maurice Maeterlinck. Am 18. Juli 1901 bestand Robert Musil die zweite Ingenieur-Prüfung mit der Gesamtnote „sehr befähigt“.

### Von der Jahrhundertwende bis zum Weltkriegsende 1918

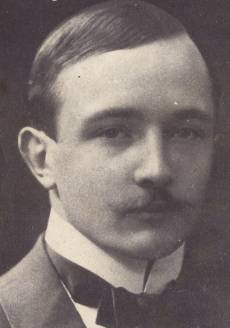
Robert Musil (1900)

Musils Sexualleben um die Jahrhundertwende war den eigenen Aufzeichnungen zufolge vorwiegend von Erlebnissen in der Beziehung zu einer Prostituierten bestimmt, die er teils als experimentelle Selbsterfahrung behandelte. Doch erfasste ihn auch eine starke Verliebtheit zu der Pianistin und passionierten Bergsteigerin Valerie Hilpert, die mystische Züge annahm. An Syphilis erkrankt, unterzog sich Musil von März 1902 an für anderthalb Jahre einer Behandlung mit Quecksilbersalbe. In dieser Zeit begann seine mehrere Jahre andauernde Beziehung zu der in einer Tuchhandlung beschäftigten Hermine Dietz, die Tonka seiner 1923 erschienenen gleichnamigen Novelle. Hermines syphilitische Fehlgeburt 1906 und ihr Ableben 1907 könnten durch Ansteckung bei Musil bedingt gewesen sein.
In seinen geistigen und beruflichen Interessen orientierte Musil sich nach Ableistung des einjährig-freiwilligen Militärdienstes noch einmal neu, nachdem er auf Empfehlung des Vaters ein Praktikum als wissenschaftlicher Mitarbeiter an der Technischen Hochschule Stuttgart bei dem Dampfkesselforscher Carl von Bach angefangen hatte: Psychologie und Philosophie begannen, ihn stark zu beschäftigen. Um sie als Fächer auch studieren zu können, musste Musil 1902 noch das Abitur ablegen und dafür die alten Sprachen Griechisch und Latein nachlernen. Zum Studium ging er nach Berlin, wo Forschung, Literatur und Theater ihm reizvolle Perspektiven eröffneten und wo durch Carl Stumpf ein neues Forschungszentrum für Experimentalpsychologie entstanden war. „Kein anderer Autor seiner Generation“, heißt es über Musil bei Pfohlmann, „außer vielleicht Hermann Broch, verfügte über ein so breites Wissen“; kein anderes Werk beharre so nachdrücklich auf der Einheit von Geistes- und Naturwissenschaften. Als wichtiges Bindeglied fungierte die Lektüre Ernst Machs, für den Physik und Psychologie zusammengehörten und der auch als Vordenker der Gestaltpsychologie neben Stumpf für Musil wichtig wurde.
Unter seinen Studienkollegen waren auch die Mitbegründer der Gestalttheorie Kurt Koffka und Wolfgang Köhler. Musils Interesse galt besonders dem Phänomen der Inversion bei Kippbildern wie dem Necker-Würfel. In seinem 1906 erschienenen Romanerstling Die Verwirrungen des Zöglings Törleß kommt das Inversionsmotiv bereits verschiedentlich zum Tragen. Nachdem Musil bei verschiedenen Verlagen für sein Manuskript bereits Absagen erhalten hatte, wandte er sich auf gut Glück an den Kritiker Alfred Kerr, der ihm dann sogar bei der Endredaktion half und der nach der Auslieferung des Romans mit seiner Besprechung des Törleß zu einem Traumstart für dieses Debüt beitrug. Dabei gewann Musil auch Franz Blei für sich, der ihm als Literaturvermittler der Moderne nun mancherlei Verlagstüren öffnete.
Parallel zu den Arbeiten am Törleß entwickelte Musil den nach ihm benannten Musilschen Farbkreisel. Mit einer Dissertation zum Thema Beitrag zur Beurteilung der Lehren Machs wurde er 1908 von Carl Stumpf promoviert. Die Arbeit erhielt die von Alois Riehl im Rigorosum bestätigte Note laudabile. Eine Assistentenstelle als Experimentalpsychologe in Graz samt anschließender Habilitation schlug Musil zugunsten der Schriftstellerexistenz aus. Mit der Erzählung Das verzauberte Haus (1908) und dem Novellenband Vereinigungen (1911) konnte Musil an den Törleß-Erfolg nicht anknüpfen und im Nachhinein auch selbst kein rechtes Verhältnis zwischen Aufwand und Ertrag seiner Mühen erkennen. 1910 zog er nach Wien und nahm eine Stelle als Bibliothekar an der Technischen Hochschule Wien an, die ihn aber auf Dauer einengte und die er nach Krankschreibungen und Kuraufenthalten aufgab. Am 15. April 1911 heiratete Musil Martha Marcovaldi, geborene Heimann (1874–1949). Bis zum Kriegsanfang im August 1914 war er als Mitarbeiter bei mehreren Zeitungen tätig. Die Neue Rundschau des Verlegers Samuel Fischer, die seine scharfe Kritik von Walther Rathenaus Mechanik des Geistes herausbrachte, beschäftigte ihn seit Februar 1914 in ihrer Redaktion. Er war mit der Förderung junger Literaten betraut und knüpfte dabei zahlreiche Kontakte zu den Vertretern der expressionistischen Literaturszene. Dabei hatte er u. a. mit Franz Kafka zu tun, der seine Erzählung Die Verwandlung zum Druck anbot, wegen verlagsseitig geforderter Kürzung aber zurückzog. Im September dieses Jahres druckte die Neue Rundschau neben anderen Musils kriegsbegeisterten Beitrag Europäertum, Krieg, Deutschtum, der seine bis dahin vertretenen ästhetischen Werte dementierte.
Am Ersten Weltkrieg nahm er als Reserveoffizier teil und beendete ihn im Rang eines Landsturmhauptmanns mit mehreren Auszeichnungen. Er war an der Dolomitenfront, dann an der Isonzofront stationiert. Am 22. September 1915 wurde er nahe Trient knapp von einem Fliegerpfeil verfehlt, den ein italienisches Flugzeug abgeworfen hatte. Er beschrieb diese existentielle Erfahrung in der Hauptszene seiner Erzählung Die Amsel. Im April 1916 wurde Musil nach schwerer Erkrankung vom Feldeinsatz freigestellt und übernahm in Bozen die Redaktion der Tiroler Soldaten-Zeitung. Per Allerhöchster Entschließung Kaiser Karls I. wurde Musils Vater als k.k. Hofrat und o. Professor der theoretischen Maschinenlehre und Maschinenkunde an der Deutschen Franz-Joseph Technischen Hochschule in Brünn am 22. Oktober 1917 in den erblichen österreichischen Adelstand erhoben, wodurch auch Musil selbst das Recht zum Gebrauch dieses Titels erhielt. Die Verleihung der Bezeichnung Edler von Musil und eines Wappens erfolgten per Diplom Wien am 5. Februar 1918. 1918 war Musil für die Heimat zuständig, ebenfalls ein militärisches Propagandablatt aus dem Wiener k.u.k. Kriegspressequartier. Auch nach Kriegsende war Musil zur Sicherung des Lebensunterhalts zunächst noch an diesem Wirkungsort beschäftigt – nunmehr zwecks Auflösung. Dass ihm für die spätere Darstellung Kakaniens in Der Mann ohne Eigenschaften seine Aktenkenntnis aus dem Kriegsministerium sehr nützlich war, wird von Corino hervorgehoben, und zwar im Hinblick auf Einsichten in die Hintergründe des Krieges sowie auf die gesellschaftliche und wirtschaftliche „Verflechtung und Verfilzung aller Beziehungen in diesem Reiche.“

### Am Puls der Zeit in Berlin und Wien bis 1938
Als Musil 1919 seine künftigen Perspektiven aus der Rückschau zu bestimmen suchte, notierte er in seinen Tagebuchheften eher Ernüchterndes über das eigene bisherige Wirken, das ihm nur in Teilen selbst zusagte:

„Aber was bleibt davon? Wenn der Atem verblasen ist, mit dem die Fülle zu beleben versucht wurde, ein unorganischer toter Haufen von Material. Die fünfjährige Sklaverei des Kriegs hat inzwischen aus meinem Leben das beste Stück herausgerissen; der Anlauf ist zu lang geworden, die Gelegenheit, alle Kräfte zu spannen, zu kurz. Verzichten oder springen, wie immer es kommt, ist die einzige Wahl, welche geblieben ist.“

Was außerdem von Musil bleiben sollte, ergab sich im Wesentlichen aus seiner Existenz und seinem Schaffen als Schriftsteller in der Zeit zwischen den Weltkriegen, die er hauptsächlich in Berlin und Wien verbrachte.

#### Im Strudel der Nachkriegswirren (1919–1923)
Mit dem gutbürgerlichen Wohlstand der ersten vier Lebensjahrzehnte war es in den Jahren nach dem Ersten Weltkrieg für Musil vorbei. Das Vermögen seiner Eltern und das seiner Frau Martha wurde durch die Kriegs- und Nachkriegsinflation aufgezehrt, und das während der Restlaufzeit seiner Beschäftigung im Kriegsministerium bis Dezember 1922 fortlaufende Einkommen konnte den bisherigen Ansprüchen nicht genügen. Mehrfache Wohnungswechsel in Wien zu dieser Zeit und zwischenzeitliche Aufenthalte in der von Eugenie Schwarzwald für notleidende Künstler und Intellektuelle vorgehaltenen Einrichtung markieren einen von Musil als entwürdigend erlebten sozialen Abstieg. Er unterstützte Ende 1918 das im Zuge der Novemberrevolution entworfene Programm des „Politischen Rates geistiger Arbeiter“ in Deutschland unter anderen an der Seite von Heinrich Mann, Bruno Taut und Kurt Wolff, in dem zum Beispiel die Vergesellschaftung von Grund und Boden, die Vermögenskonfiskation jenseits einer Obergrenze und die Umwandlung kapitalistischer Unternehmen in Arbeiterproduktionsgenossenschaften gefordert wurde. Im März 1919 plädierte Musil in der Neuen Rundschau für die unter seinen Landsleuten in der Nachkriegszeit verbreitete Forderung eines Anschlusses an Deutschland mit der Begründung, eine eigenständige österreichische Kultur sei doch nur Legende.
Nebeneinnahmen verschaffte Musil sich vor allem als Theaterkritiker im Zeitungswesen. 1920 vollendete er sein ein Jahrzehnt zuvor konzipiertes Theaterstück Die Schwärmer, fand aber erst im folgenden Jahr dafür einen Verleger. Das von Kritikern als „Lesedrama“ bezeichnete Werk kam erst 1929 in Berlin zur Uraufführung, stark gekürzt und gegen Musils Widerstand. Nahezu umgekehrt verhielt es sich mit der von Musil gewissermaßen als Kontrapunkt gesetzten Posse Vincenz und die Freundin bedeutender Männer. Sie ging ihm flott von der Hand und kam Ende 1923 bereits vor der Druckfassung erfolgreich zur Aufführung.

#### Im Ringen um das Opus magnum (1924–1932)
In dieser Zeit nach der Großen Inflation fand Musil mit seinem Schaffen insgesamt wieder mehr öffentliche Beachtung. Im Februar 1924 erschien der Novellenband Drei Frauen, in dem drei vorherige Einzelpublikationen zu den autobiographisch grundierten Frauenfiguren Grigia, Die Portugiesin und Tonka zusammengefasst waren. Vergleichsweise „überraschend zugänglich“ nennt Pfohlmann diesen Novellenband. Zwar sei auch hier Musils Prosa „von einem dichten Netz aufeinander verweisender Gleichnisse und Bilder durchsetzt, doch geht die schier überwältigende Bilderfülle nicht auf Kosten der Handlung. Vielmehr verbinden sich Bild- und Erzählebene in den Drei Frauen zu einer in Musils Werk nie mehr erreichten vollkommenen Vereinigung.“
Zwei Preisverleihungen ehrten Musil zeitlich annähernd parallel zu diesen Neuerscheinungen: der von Alfred Döblin ihm zuerkannte und mit Wilhelm Lehmann geteilte Kleist-Preis im Oktober 1923 und der ihm mit anderen im Mai 1924 gemeinsam verliehene Wiener Kunstpreis. Im November 1923 wurde Musil zum stellvertretenden Vorsitzenden im Schutzverband deutscher Schriftsteller Österreichs gewählt. Die Bindung an den Verlag Ernst Rowohlts, mit dem er einen monatlichen Vorschuss für die Ausarbeitung seines Roman-Großwerks vertraglich vereinbarte, sicherte seine Schriftstellerexistenz bis auf Weiteres materiell besser ab. Allerdings geriet Musil ein ums andere Mal mit der Einhaltung seiner Terminzusagen erheblich in Verzug. Bereits zum Herbst 1925 hatte der Roman – einstweilen unter dem Titel Die Zwillingsschwester – erscheinen sollen. Todesfälle in der Familie, die Einwirkung des im November 1924 erschienenen Zauberbergs von Thomas Mann auf Musils eigene Konzeption, gesundheitliche Beeinträchtigungen im Zusammenhang mit einer Gallenoperation 1926 und häufige Schreibblockaden, die letztlich nur mit psychotherapeutischer Hilfe gelöst werden konnten, dürften dafür wichtige Gründe gewesen sein.
Das Verhältnis zum Verleger entwickelte sich unterdessen nicht nur aus Musils Sicht dramatisch, wie Ernst Rowohlt im Rückblick bezeugte: Musil habe ihm bei Begegnungen stets großen Eindruck gemacht und ihn zu weiterer Unterstützung bewegen können, obwohl er mit den vereinbarten Vorschusszahlungen nie ausgekommen sei. Da Musil auch glaubwürdig mit Selbsterschießung gedroht habe, sei er, Rowohlt, immer wieder weich geworden. Als die Schockwellen der Weltwirtschaftskrise auch das deutsche Verlagswesen erreichten und Musil immer noch nicht im großen Maßstab geliefert hatte, fielen Rowohlts Zahlungen vorübergehend ganz aus. Selbst auf das Preisgeld für den Musil 1929 zugesprochenen Gerhart-Hauptmann-Preis musste er länger warten. Doch auch Musils Sondierungen für einen neuerlichen Verlagswechsel scheiterten. Er blieb auf Rowohlt angewiesen.
Den Titel Der Mann ohne Eigenschaften präsentierte Musil dem Publikum erstmals 1927 bei einer Lesung von Werkteilen. Zu Jahresbeginn 1929 fing er die Reinschrift des ersten Bandes an, bis zu dessen Erscheinen aber noch einmal annähernd zwei Jahre vergehen sollten. Sehr mühsam rang der Autor sich nach eigenem Bekunden die Fortschritte ab:

„Ich habe auch einen mich befriedigenden letzten und Hauptteil des ersten Kapitels im Kopf. Ich setze den ersten Teil in einer Weise fort, die formal ungeschickt wirkt und von mir gestrichen wird. Es fällt mir ein, die nicht verwendete Schilderung der Geräusche und Geschwindigkeiten der Großstadt hier einzuschieben. Es schwebt mir vor, wie sie in den letzten Teil übergehen soll. Aber ungenau und nicht fixiert. Nun ist die klassische Situation geschaffen: Zwei fixierte Pfeiler und dazwischen ein Übergang, der nicht zustande kommen will. Ich schiebe ihn ein und bringe ihn nur zum Teil unter. Ich streiche und versuche es anders. Mißfallen schleicht sich ein. Ich verliere die Linie des Ganzen. […] Es ist Abend geworden, ich lasse die Sache stehn, lese. Im Augenblick, wo ich die Lampen löschen will, fällt mir, wie oft, ein, wie es zu machen wäre.“

Am 22. Dezember 1930, gut zwei Wochen nach Musils 50. Geburtstag und zu spät, um im Weihnachtsgeschäft noch eine merkliche Rolle zu spielen, erschien der Der Mann ohne Eigenschaften, Band I. Während Musil in den beiden Folgejahren am Fortsetzungsband arbeitete, schlug die existenzielle Krise des Rowohlt-Verlags mit Einkommensverlusten auf ihn zurück. Den eigenen Zeitplan konnte Musil erneut nicht einhalten, sah sich aber wegen der prekären Lage seines Verlegers zudem genötigt, wenigstens den ersten Teil des Bandes II zu dem vom Verlag angekündigten Termin fertigzustellen. Seine private Notlage linderte unterdessen eine von privaten Mäzenen, darunter Curt Glaser, gegründete Musil-Gesellschaft. Musils Aufnahme in die Preußische Akademie der Künste scheiterte trotz der Unterstützung etwa Thomas Manns und Alfred Döblins Ende Januar 1932 am Votum der Mitglieder-Mehrheit. Zur Begründung soll es geheißen haben: „zu intelligent für einen Dichter“. Unter solchen Voraussetzungen wurde am 15. Dezember 1932 Band II von Der Mann ohne Eigenschaften mit dem ersten Teil ausgeliefert. Entgegen dem, wie es scheinen konnte, war mit dem Titel ganz anderes gemeint als ein Kommentar zum unmittelbaren politischen Zeitgeschehen: Ins Tausendjährige Reich (Die Verbrecher).

#### Wiener Jahre vor dem „Anschluss“ (1933–1938)

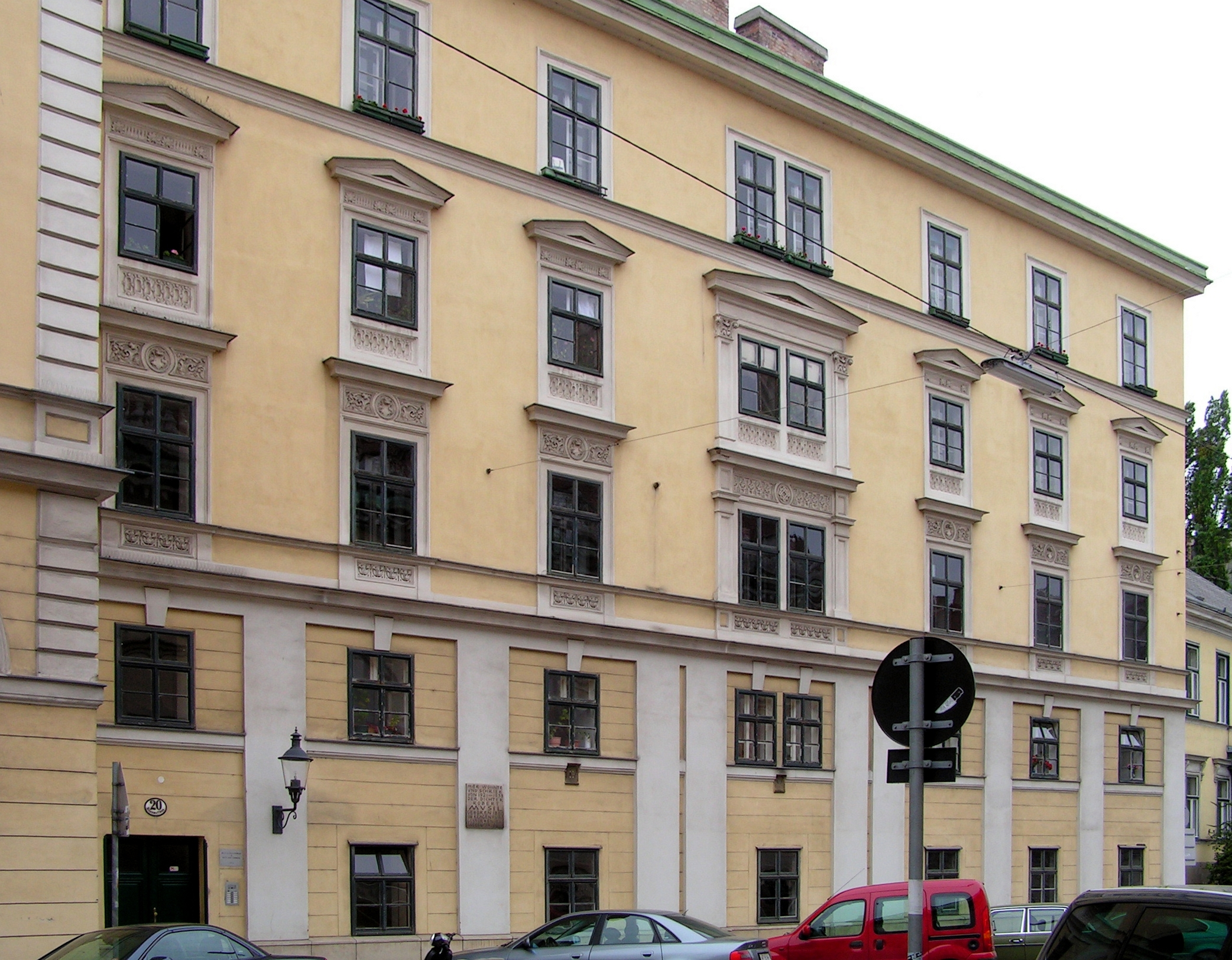
Wohnhaus Robert Musils in der Rasumofskygasse 20 in Wien (1921–1938)

Die Anfänge des nationalsozialistischen Regimes erlebten Musil und seine jüdische Frau Martha in der Berliner Pension Stern am Kurfürstendamm. Alfred Kerr, Musils Förderer seit gut zweieinhalb Jahrzehnten, den Joseph Goebbels längst zu einem der politischen Hauptfeinde erklärt hatte, floh vor anstehender Verfolgung am 15. Februar 1933 aus Berlin. Tags darauf wurde das Rowohlt-Verlagsgebäude zwecks Säuberung unliebsamer Literatur von einer SA-Formation heimgesucht. Da auch die Berliner Musil-Gesellschaft in Auflösung begriffen war, verließen die Eheleute im Mai 1933 Berlin in Richtung Karlsbad, wo Musil wegen einer Gallen-Leber-Insuffizienz einen Kuraufenthalt verbrachte, um dann nach Wien zurückzukehren. Die Einladung von Klaus Mann, sich mit eigenen Beiträgen an der faschismuskritischen Exilzeitschrift Die Sammlung zu beteiligen, behandelte Musil zunächst hinhaltend, dann deutlich abschlägig, wohl um den Vertrieb der noch nicht ausdrücklich verbotenen eigenen Werke im nationalsozialistischen Deutschland nicht selbst auszuschließen.
Nach der Ermordung von Engelbert Dollfuß im Juliputsch 1934 durch Nationalsozialisten wurde in Österreich der Ständestaat, seit 1933 gestützt durch die Vaterländische Front, unter Kurt Schuschnigg fortgeführt. Musil, der aktives politisches Engagement weitgehend mied, beklagte im Dezember 1934 in der Festrede zum 20-jährigen Bestehen des Schutzverbands deutscher Schriftsteller Österreichs einerseits eine staatliche Literaturförderung „nach den Gesetzen der kleinsten menschlichen Fassungskraft“ und andererseits die miserable Lage, in der sich das „Dutzend wirklicher Dichter“ befände. Persönlicher Erfahrungshintergrund dafür waren wohl die Scham und Mühen, die es die Eheleute Musil seit ihrer Rückkunft kostete, in Wien Unterstützer für eine neue Musil-Gesellschaft zu gewinnen, die beider Lebensunterhalt sichern sollte. In der besagten Rede unter dem Titel „Der Dichter in dieser Zeit“ bezog sich Musil auch auf die kollektiv-individuelle Doppelnatur des Menschen und auf ihre jeweilige historisch spezifische Ausprägung. Der Kollektivismus sei neuerdings sehr in den Vordergrund gerückt:

„Und es kann wohl auch nicht verschwiegen werden, dass er sich in der Zeit unserer Klassik auf die «Humanität» und auf die «Persönlichkeit» verlassen hat, wogegen er heute antiindividualistisch und antiatomistisch auftritt und nicht gerade ein leidenschaftlicher Verehrer der Humanität ist. […] Aus politischen Gründen sind vielerorten die Begriffe der Humanität, der Internationalität, der Freiheit, der Objektivität und andere mißliebig geworden. Sie gelten als bourgeois, als liberal, als abgetan. Sie werden unterdrückt, aus der Erziehung ausgeschaltet, ausgehungert. Nicht alle auf einmal; die einen da, die anderen dort. Es sind aber für den Dichter die Begriffe seiner Überlieferung, mit deren Hilfe er sein persönliches Selbst mühsam gefestigt hat. Er braucht ihnen gar nicht allen beizupflichten, er kann bestrebt sein, sie zu verändern, so bleibt er ihnen doch allen verhaftet, weit mehr, als man dem Boden verhaftet ist, auf dem man wandelt. Der Dichter ist nicht nur der Ausdruck einer augenblicklichen Geistesverfassung, mag sie selbst eine neue Zeit einleiten. Seine Überlieferung ist nicht Jahrzehnte, sondern Jahrtausende alt.“

Der zeitgenössische Mensch, so Musil in einer anderen Passage dieser Rede, erweise sich als unselbständig und werde „erst im Verband zu etwas Festem“. Das zeige der nationalsozialistische Umsturz in Deutschland, der das Land in stürmische Sieger einerseits und ratlos-verschüchterte Feiglinge andererseits aufgeteilt habe, ohne dass der Einzelne auf Dauer so oder so festgelegt sei. Laut Corino war dieser Auftritt Musils wahrscheinlich ausschlaggebend dafür, dass Musil auch für den internationalen Schriftsteller-Kongress zur Verteidigung der Kultur im Juni 1935 in Paris zu einem Vortrag eingeladen wurde. Den Erwartungen der Veranstalter und der aus 28 Ländern Eingeladenen, die mehrheitlich dem neuen sowjetischen Kulturmodell und der Volksfront huldigten, entsprach Musils Ansprache jedoch nicht. Er unterstrich erneut den Zug der Zeit zum Kollektivismus, erteilte aber jeglicher Indienstnahme der Kultursphäre durch die Politik eine Absage, sei es von Seiten des Staates, der Klasse, der Nation, der Rasse oder des Christentums.

„Die Politik holt sich heute nicht die Ziele bei der Kultur, sondern bringt sie mit und teilt sie aus. Sie lehrt uns, wie wir einzig und allein dichten, malen und philosophieren sollen.“

Kultur sei, betonte dagegen Musil, sowohl übernational als auch überzeitlich, aber nicht bloße Überlieferung, die einfach von Hand zu Hand weitergegeben werden könne; vielmehr werde das aus anderer Zeit und von anderswo Gekommene in schöpferischen Menschen neu geboren. Manche abgenutzten und schon oft missbrauchten Begriffe seien dabei unerlässliche psychologische Voraussetzungen:

„So beispielsweise Freiheit, Offenheit, Mut, Unbestechlichkeit, Verantwortung und Kritik, diese mehr noch gegen das, was uns verführt als gegen das, was uns abstößt. Auch die Wahrheitsliebe muß dabei sein, und ich erwähne sie besonders, weil das, was wir Kultur nennen, wohl nicht unmittelbar dem Kriterium der Wahrheit untersteht, aber keinerlei große Kultur auf einem schiefen Verhältnis zur Wahrheit beruhen kann. Ohne dass solche Eigenschaften von einem politischen Regime in allen Menschen unterstützt werden, kommen sie auch in den besonderen Begabungen nicht zum Vorschein.“

Vorwiegend positive Reaktionen durfte Musil von diesem Plädoyer weder in Paris noch daheim in Wien erwarten, denn politisch hatte er sich in aufgeladener Zeit nirgendwo angeschlossen. Nun drohte ihm, den die Fortsetzungsentwürfe seines Romans gefangen hielten, zunehmend das Vergessenwerden in der literarischen Öffentlichkeit. Eine gewisse sportliche Fitness suchte der bluthochdruckgefährdete Musil sich durch regelmäßiges Schwimmen im Wiener Dianabad zu erhalten. Im Mai 1936 erlitt er dabei einen Schlaganfall, der mancherlei Einschränkungen bei der künftigen Lebensführung nach sich zog. Musils letzte größere öffentliche Auftritte galten einer Rede über die Dummheit im März und Dezember 1937, die den Bezug zu Politik und Faschismus nicht aussparte und damit die einleitende Aussage beiläufig unterstrich: „Einer, der so sich unterfängt, über die Dummheit zu sprechen, läuft heute Gefahr, auf mancherlei Weise zu Schaden zu kommen...“

### Exilant in der Schweiz bis zum Lebensende
Während Musil noch an den Druckfahnen zur unmittelbar bevorstehenden Veröffentlichung 20 weiterer Kapitel für den zweiten Teil des Bandes II zu Der Mann ohne Eigenschaften arbeitete, machte der Anschluss Österreichs an das nationalsozialistische Deutsche Reich im März 1938 die Lage für das Ehepaar Musil in Wien unhaltbar: Gottfried Bermann Fischer, der im Jahr zuvor die Rechte an Musils Gesamtwerk von Rowohlt übernommen hatte, konnte sich noch rechtzeitig ins Ausland absetzen; für Musil war nun in Österreich auch nichts mehr zu bestellen, nachdem sein Nachlaß zu Lebzeiten durch den Reichsführer SS bereits verboten worden war. Die Suche nach einem passenden Exilland gestaltete sich schwierig. Daheim ohne jede Perspektive, zogen Robert und Martha Musil im August 1938 ins Schweizer Exil, über Vulpera erst nach Zürich, dann nach Chêne-Bougeries, in die Nähe von Genf. Sie lebten dort in als desolat empfundenen Verhältnissen, gegen die Musil „mit einer Flut von Bittbriefen an Freunde, Gönner, Hilfsorganisationen und potenzielle Unterstützer in aller Welt ankämpfte.“ Hilfe fanden sie beim Genfer Pfarrer Robert Lejeune sowie beim schweizerischen Hilfswerk für deutsche Gelehrte.

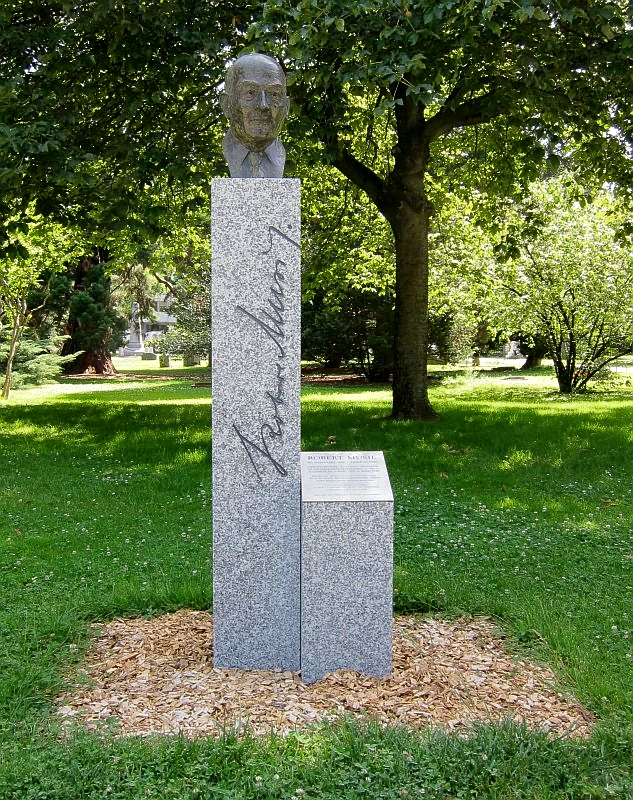
Denkmal für Musil auf dem Cimetière des Rois in Genf

Am 15. April 1942 starb Robert Musil an einem ischämischen Schlaganfall („Hirninfarkt“) am Chemin des Clochettes 1 in Genf. Seine Witwe Martha bewahrte die Totenmaske sowie die Urne noch bis Juli 1946 in ihrer Genfer Wohnung auf und verstreute die Asche vor der Abreise zu ihrer Tochter nach Philadelphia am Fuß des Salève, am Rande zweier verwilderter Gärten.

### Ein „Nachlass zu Lebzeiten“
Während Musil unter zunehmender gesundheitlicher Beeinträchtigung an der Fortsetzung seines Romanwerks arbeitete und dabei als Schriftsteller ohne neue Veröffentlichungen vom Publikum kaum noch wahrgenommen wurde, entschloss er sich auf Anraten von Otto Pächt zur Publikation einer Sammlung früherer kleiner Schriften und Feuilletonarbeiten, darunter eingangs die viel gerühmte Miniatur „Das Fliegenpapier“ und am Ende die Erzählung „Die Amsel“. Diese Arbeiten erschienen im Dezember 1935 unter dem Titel Nachlaß zu Lebzeiten, den Musil in der „Vorbemerkung“ verallgemeinernd zuspitzte:

„Aber kann man denn überhaupt noch von Lebzeiten sprechen? Hat sich der Dichter deutscher Nation nicht schon längst überlebt? Es sieht so aus, und genau genommen, hat es, so weit ich zurückzudenken vermag, immer so ausgesehn und ist bloß seit einiger Zeit in einen entscheidenden Abschnitt getreten. Das Zeitalter, das den Maßschuh aus fertigen Teilen hervorgebracht hat, und den fertigen Anzug in individueller Anpassung, scheint auch den aus fertigen Innen- und Außenteilen zusammengesetzten Dichter hervorbringen zu wollen. Schon lebt der Dichter nach eigenem Maß beinahe allerorten in einer tiefen Abgeschiedenheit vom Leben, und hat doch nicht mit den Toten die Kunst gemeinsam, daß sie kein Haus brauchen und kein Essen und Trinken.“

Im Nachlasszusammenhang mit kleinen, scheinbar nebensächlichen Arbeiten aufzuwarten, erschien Musil einerseits riskant, andererseits auch wieder gerechtfertigt. Denn es habe „immer schon ein gewisser Größenunterschied zwischen dem Gewicht dichterischer Äußerungen und dem Gewicht der unberührt von ihnen durch den Weltraum rasenden zweitausendsiebenhundert Millionen Kubikmeter Erde bestanden und mußte irgendwie in Kauf genommen werden.“
Das Verhältnis des Schriftstellers zum Publikum reflektiert Musil wiederum ironisch in einer der in dem Band enthaltenen „Unfreundlichen Betrachtungen“ unter dem Titel „Unter lauter Dichtern und Denkern“. Aufgreifend, dass Bücher „heute keine Größe“ mehr hätten und dass Schriftsteller derartiges angeblich nicht mehr zu schreiben vermöchten, was unbestritten bleiben solle, fragt Musil umgekehrt, wie es um die Lesefähigkeit des Publikums bestellt sei.

„Wächst nicht mit der Länge des Gelesenen, vornehmlich wenn dieses wirklich eine Dichtung ist, in steigenden Potenzen ein bis dahin unaufgeklärter Widerstand, der nicht das gleiche wie Mißfallen ist? Es geschieht nicht anders, als ob die Pforte, durch die ein Buch eintreten soll, krankhaft gereizt wäre, und sich eng verschlösse. Viele Menschen befinden sich heute, wenn sie ein Buch lesen, in keinem natürlichen Zustand, sondern fühlen sich einer Operation unterworfen, in die sie kein Vertrauen haben.“

Der Mensch als Kulturkonsument sei mit dem Menschen als Kulturproduzent „auf eine heimtückische Weise unzufrieden.“ In der Tagesgeschäftigkeit vertrage sich das aber wundersam mit dem Gegenteil. In den Nachrichten und Kritiken des Zeitungswesens erscheine binnen weniger Monate eine Vielzahl tiefster und ganz großer Meister. Es geschehe in solch kurzer Zeit erstaunlich oft, dass der Nation „endlich mal wieder ein wahrer Dichter“ geschenkt werde, die schönste Tiergeschichte und „der beste Roman der letzten zehn Jahre“ geschrieben würden. „Einige Wochen später kann sich kaum noch jemand an diesen unvergeßlichen Eindruck erinnern.“
An anderer Stelle beschäftigt Musil unter dem Titel „Kunstjubiläum“ die Diskrepanz zwischen dem ersten Eindruck, den ein Kunstwerk beim Einzelnen hinterlässt, und dem oft recht anderen bei der Wiederbegegnung damit Jahre später: „der Glanz ist weg, die Wichtigkeit ist weg, Staub und Motten fliegen auf.“ Der negativ veränderte Eindruck, von dem nur die „große Kunst“ ausgenommen sei, komme dadurch zustande, so Musil, „daß wir uns selbst unangenehm werden, sobald wir einen gewissen Abstand von uns haben. Diese Strecke des Schreckens vor uns selbst beginnt einige Jahre vor Jetzt und endet ungefähr bei den Großeltern, also dort, wo wir anfangen, ganz unbeteiligt zu sein. Erst was dort beginnt, ist nicht mehr veraltet, sondern alt, es ist unsere Vergangenheit, und nicht mehr das, was von uns vergangen ist.“

„Offenbar liegt im Wesen des Irdischen eine Übertreibung, ein Superplus und Überschwang. Selbst zu einer Ohrfeige braucht man ja mehr, als man verantworten kann. Dieser Enthusiasmus des Jetzt verbrennt, und sobald er unnötig geworden ist, löscht ihn das Vergessen aus, das eine sehr schöpferische und inhaltsreiche Tätigkeit ist, durch die wir recht eigentlich erst, und fortlaufend immer von neuem, als jene unbefangene, angenehme und folgerichtige Person erstehen, um deretwillen wir alles in der Welt gerechtfertigt finden.“

## Wirkung und Rezeption

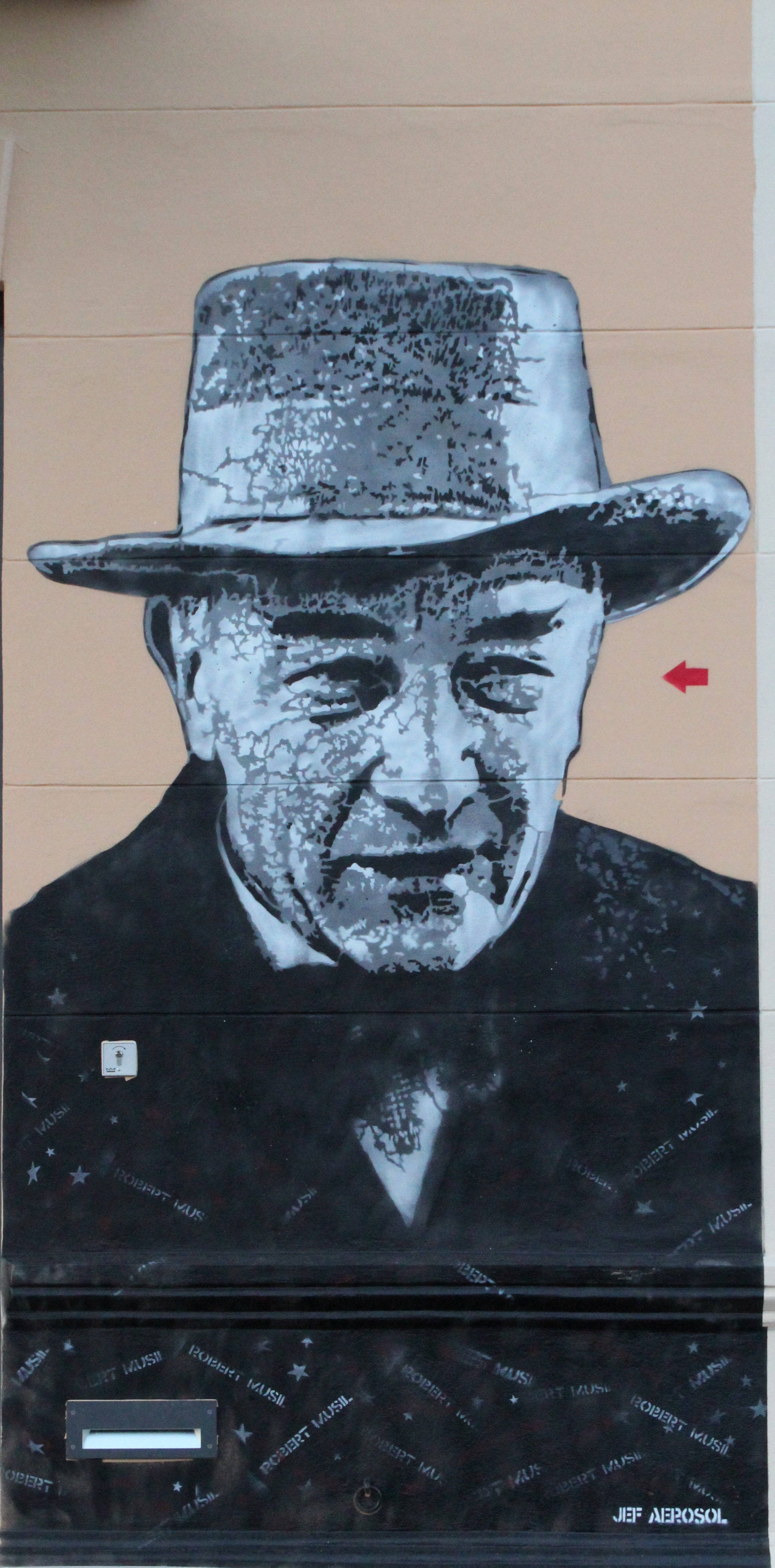
Robert Musil: Graffito am Musil-Haus in Klagenfurt

Bekannt ist Robert Musil vor allem als Autor der beiden Romane Die Verwirrungen des Zöglings Törleß und Der Mann ohne Eigenschaften. Nach dem Erfolg des Törleß 1906, der seine Schriftstellerexistenz begründete, tat sich Musil mit weiteren Publikumserfolgen jedoch schwer. Bis zum Erscheinen des Hauptwerks verging danach fast ein Vierteljahrhundert, währenddessen Musil hauptsächlich mit Literaturkritik, Zeitungsaufsätzen und Theaterarbeiten hervortrat und im Literaturbetrieb keine besondere Aufmerksamkeit erfuhr.
Nach dem als biographisch-weltanschaulichen Einschnitt erlebten Ersten Weltkrieg richteten sich Musils hauptsächliche literarische Anstrengungen zunehmend auf Entwicklungsaspekte des immer größere Dimensionen annehmenden Hauptwerks. Von den regelmäßigen Vorschüssen des Verlegers Ernst Rowohlt auf dieses Romanprojekt den Lebensunterhalt bestreitend, gab Musil seine journalistische Tätigkeit als lästigen Brotberuf auf. Mit gelegentlichen literarischen Veröffentlichungen, die auch der Mittelknappheit geschuldet waren, brachte er sich dem literarischen Publikum dann und wann wieder in Erinnerung.
Der Mann ohne Eigenschaften wurde nach Erscheinen des ersten Teilbands 1930 von der Kritik hoch gelobt, war beim breiten Publikum aber weniger nachgefragt als seinerzeit der Törleß, woran auch prominente Fürsprecher wie Thomas Mann nichts zu ändern vermochten. Die Arbeiten an der Fortsetzung waren für Musil nun zunehmend von finanziellen und arbeitsökonomischen Nöten geprägt, sodass die in der interessierten Leserschaft geweckten Erwartungen hingehalten wurden. Das Romanprojekt wuchs immer stärker in die Tiefe: Musil häufte in Entwürfen, Konzepten, Varianten und Korrekturschriften ein in seinem Nachlass etwa 6.000 Seiten umfassendes, komplexes System von Notizen an – und die Produktion publikationsfertiger Texte schritt immer langsamer voran.
Auf Druck seines Verlegers veröffentlichte Musil im Dezember 1932 den fertiggestellten ersten Teil des zweiten Bands. Das Echo in der literarischen Welt war gegenüber dem nach Erscheinen des ersten Bands zurückhaltender. Zur Veröffentlichung eines zuletzt für April 1938 anvisierten weiteren Teils kam es nicht mehr. Mit der Korrektur der sogenannten Druckfahnenkapitel war Musil noch beschäftigt, als das NS-Regime mit dem Anschluss Österreichs die bevorstehende Publikation verhinderte. In den letzten Lebensjahren veröffentlichte Musil trotz unablässiger Arbeit am Mann ohne Eigenschaften nichts mehr und geriet im Schweizer Exil in Vergessenheit; denn auch politischer Stellungnahmen enthielt er sich, vielleicht in dem Bestreben, für die Behörden gar nicht als Mann im Exil zu erscheinen, sondern als zu Studienzwecken vorübergehend Auswärtiger.
Klaus Amann sieht Musils Verhalten aber als nur scheinbar unpolitisch an und markiert das daran genuin Politische so: „dass er sich als Person den zeitgebundenen, willkürlichen und instrumentellen Ansprüchen der Politik konsequent verweigerte – für ein Werk, dessen Thema die auf den Krieg zutreibende Zeit ist, dessen Kern aber die Verteidigung des Einzelnen, des autonomen, denkenden und fühlenden Menschen bildet.“ An den Lektor des Bermann-Fischer Verlages Viktor Zuckerkandl schrieb Musil 1938 aus dem Schweizer Exil: „Ich kann auch jetzt nicht anders, als daran zu denken: Gewiß, Deutschland ist in Qualm und vielleicht bald in Brand, die Welt dann mit ihm; aber was kann ich retten, und im Bewusstsein der anderen erhalten, wenn nicht das Werk, dessen Herr und Diener ich bin.“
Eine Wiederbelebung des Interesses an Musils Werk setzte in den 1950er Jahren ein, nachdem Martha Musil und Adolf Frisé den Werknachlass des Verstorbenen geordnet hatten. Frisé besorgte eine Neuedition des Romanfragments und trug so maßgeblich zu dessen Wiederentdeckung bei. Bereits in der literarischen Beilage der Times vom 28. Oktober 1949 wird Musil als the most important novelist writing in German in this half-century („der wichtigste Deutsch schreibende Romancier dieser Jahrhunderthälfte“) beschrieben, der zugleich the least known writer of the age („der am wenigsten bekannte Schriftsteller des Zeitalters“) sei. 
Heute gilt der Roman als eines der größten Werke der Moderne und ist als „literaturwissenschaftliches Prestigeobjekt“ Gegenstand intensiver Erforschung. Volker Schlöndorff verfilmte 1965 Musils Erstling unter dem Titel Der junge Törless. Der Film lud Musils Stoff intensiv mit Fragen nach der deutschen Schuld in der Zeit des Nationalsozialismus auf und wurde ein erster großer Erfolg des Neuen Deutschen Films. In der Folge war auch Musils Die Verwirrungen des Zöglings Törleß lange Zeit eine häufig im Schulunterricht verwendete Lektüre.
Im engeren Rahmen der deutschsprachigen Literatur seiner Zeit stellt man Musil nicht selten in eine Reihe mit Hermann Broch, Franz Kafka, Thomas Mann, Elias Canetti und anderen, deren Schreibenergie sich oft ähnlich der Musilschen aus Zusammenbruchserfahrungen nährte, die so persönlich wie epochal waren. In der zeitgenössischen österreichischen Literatur bezeugen unter anderem Gerhard Amanshauser, Rudolf Bayr, Thomas Bernhard, Alois Brandstetter, Andreas Okopenko, Michael Scharang, Franz Schuh und Julian Schutting auf verschiedene Weise das Fortwirken seines Werkes und nehmen in ästhetisch-politischer Hinsicht Standpunkte Musils ein.
Karl Corino, Musils so akribischer wie deutungsfreudiger Biograph, fasst Werk und Persönlichkeit in seinem Urteil zusammen: „Die zentrale Idee seines Werks, nämlich die von Genauigkeit und Seele, hat in unserer Zeit, da luftiges Fabulieren und die Logik der Forschung einander immer fremder gegenüberstehen, an Gültigkeit nichts verloren.“ Die wahre Kraft und Würde des Hauptwerks Der Mann ohne Eigenschaften, heißt es mit Berufung auf Ignazio Silone, sei in der Person des Verfassers Robert Musil zu finden, „der, mit seiner Utopie ringend, wie ein lebend Begrabener in diesem Werk ruht.“

## Forschung
1970 gründete Marie-Louise Roth an der Universität des Saarlandes die ständige Arbeitsstelle zur Robert-Musil-Forschung, die heutige „Arbeitsstelle für Österreichische Literatur und Kultur/Robert-Musil-Forschung“ (Abk. AfÖLK). 1974 gründete sie in Wien die „Internationale Robert-Musil-Gesellschaft“ (Abk. IRMG) mit dem damaligen österreichischen Bundeskanzler Bruno Kreisky als Schirmherrn, der – laut eigenem Bekunden in der Gründungsversammlung – nach mehrmonatiger Gestapo-Haft nur ein Buch ins schwedische Exil mitgenommen hatte, eine kartonierte, zerlesene Ausgabe von Der Mann ohne Eigenschaften. (Musil-Forum 1, 1975, S. 67). Roth war Präsidentin der IRMG von 1974 bis 2001, ab 2001 deren Ehrenpräsidentin. Die Gesellschaft hat heute ihren Sitz in Wien. Aktueller Präsident der Gesellschaft ist Norbert Christian Wolf, Geschäftsführer Thomas Hübel.
Musils Werk, insbesondere Der Mann ohne Eigenschaften, hat zahlreiche Germanisten dazu motiviert, über Musil zu promovieren, darunter Dieter Kühn (1965), Karl Corino (1969), Dieter Fuder (1979), Roger Willemsen (1984) und Richard David Precht (1996).

## Ausstellungen
- 2014: Der Gesang des Todes. Robert Musil und der Erste Weltkrieg. Südtiroler Landesmuseum für Kultur- und Landesgeschichte, Schloss Tirol, Bozen, Südtirol.

## Erinnerungsstätten
In Robert Musils Geburtshaus gibt es das Robert Musil Literatur-Museum der Landeshauptstadt Klagenfurt (Bahnhofstraße 50). Außerdem ist in der Rasumofskygasse 20 in Wien-Landstraße (3. Bezirk) ein Robert-Musil-Gedenkraum zu besichtigen. Gedenktafeln bzw. Gedenksteine finden sich in Klagenfurt, Berlin-Charlottenburg, Brünn und Genf.

## Benennungen
1956 wurde in Wien-Ottakring (16. Bezirk) der Musilplatz nach ihm benannt. Weitere Benennungen (Straßen, Gassen, Wege und Plätze) gibt es u. a. innerhalb Österreichs in Eisenstadt, Traiskirchen, Graz-Liebenau, Villach, Wels, Marchtrenk, Kapfenberg und Klagenfurt, ferner in Hamburg.

## Werke

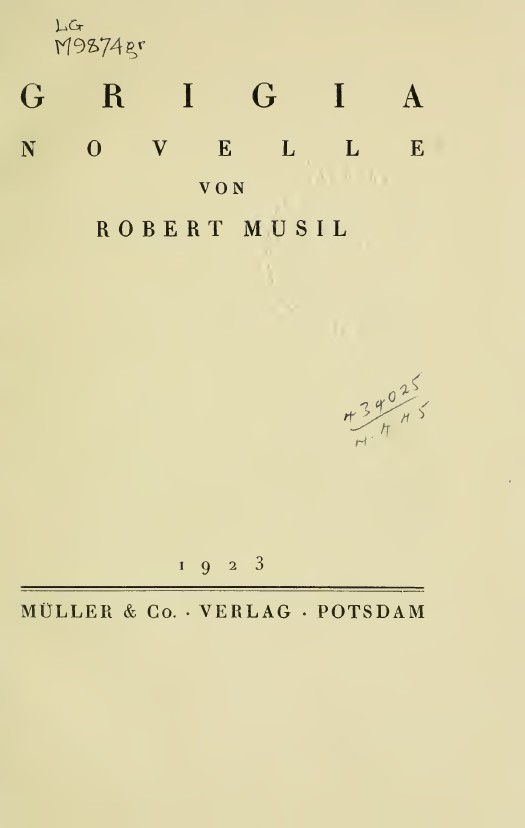
Grigia (1923), mit Radierungen von Alfred Zangerl

Verzeichnis aller Werke siehe Wikisource
- Die Verwirrungen des Zöglings Törleß (Wiener Verlag, Wien und Leipzig 1906), 68. Auflage, Rowohlt, Reinbek bei Hamburg 2009, ISBN 978-3-499-10300-1; auch als Hörbuch, ISBN 978-3-89940-194-3.
- Beitrag zur Beurteilung der Lehren Machs. Berlin 1908, OCLC 31082331 (Inaugural-Dissertation Universität Berlin 1908, 124 Seiten).
  - Neuauflage mit Die Kraftmaschinen des Kleingewerbes, 1904; Die Beheizung der Wohnräume. 1904/05; Psychotechnik und ihre Anwendung im Bundesheere. 1922, als Beitrag zur Beurteilung der Lehren Machs und Studien zur Technik und Psychotechnik, Rowohlt, Reinbek bei Hamburg 1980, ISBN 3-498-04271-8.
- Das verzauberte Haus (= erste Fassung von Die Versuchung der stillen Veronika) (in: Hyperion 1908)
- Das Unanständige und Kranke in der Kunst. Essay (in: Pan 1911)
- Vereinigungen. Zwei Erzählungen. (Georg Müller Verlag, München 1911) Aufgelegt auch als Hörbuch in Volltextlesung. onomato Verlag, Düsseldorf, ISBN 978-3-933691-95-8.
- Die Schwärmer. Schauspiel in drei Aufzügen. (Sybillen Verlag, Dresden 1921)
- Drei Frauen. Novellen. (Rowohlt Verlag, Berlin 1924). Dreiteiliger Novellenzyklus bestehend aus Grigia. (Erstausgabe: Müller & Co. Verlag, Potsdam 1923, mit Radierungen von Alfred Zangerl), Die Portugiesin. (Erstausgabe: Rowohlt Verlag, Berlin 1923) und Tonka. (Erstdruck: Gebr. Stiepel Verlag, Reichenberg in Böhmen 1922)
- Der Mann ohne Eigenschaften (1930 erschien ein Erstes Buch im Rowohlt Verlag, Berlin, enthaltend Teil 1. Eine Art Einleitung und Teil 2. Seinesgleichen geschieht; ein Zweites Buch – erschienen im Rowohlt Verlag, Berlin 1933 – blieb unvollendet, es wurde und wird noch in verschiedenen Ausgaben aus dem Nachlass (re)konstruiert; einen dritten Band, bestehend aus dem Nachlaß, ließ die Witwe Musils 1943 im Schweizer Exil drucken); auch als Hörbuch, ISBN 978-3-89940-416-6.
- Nachlaß zu Lebzeiten. (Humanitas Verlag, Zürich 1936, darin die Erzählung Die Amsel)
- Über die Dummheit. Vortrag auf Einladung des österreichischen Werkbunds, gehalten in Wien am 11. und wiederholt am 17. März 1937. (Einzelausgabe). Bermann-Fischer Verlag, Wien 1937.
- Robert Musil – Gesammelte Werke. Herausgegeben von Adolf Frisé. Rowohlt, Reinbek bei Hamburg:
  - Band I: Prosa und Stücke, Kleine Prosa, Aphorismen, Autobiographisches. ISBN 3-498-09287-1. (1978)
  - Band II: Essays und Reden. Kritik. ISBN 3-498-09287-1. (1978)
  - Band III: Der Mann ohne Eigenschaften. Erstes und Zweites Buch. Roman. ISBN 3-498-09285-5. (1978)
  - Band IV: Der Mann ohne Eigenschaften. Aus dem Nachlass. ISBN 3-498-09285-5. (1978)
  - Band V: Tagebücher. ISBN 3-498-09289-8. (1976)
  - Band VI: Tagebücher. Anmerkungen, Anhang, Register. ISBN 3-498-09289-8. (1976)
  - Band VII: Briefe 1901–1942. ISBN 3-498-04269-6. (1981)
  - Band VIII: Briefe 1901–1942, Kommentar, Register. ISBN 3-498-04269-6. (1981)
- Der literarische Nachlaß.  CD-ROM-Edition. Hg. von Friedbert Aspetsberger, Karl Eibl und Adolf Frisé. Rowohlt, Reinbek bei Hamburg 1992 (MS-DOS-basierte Bedienungsoberfläche.)
- Robert Musil: Der Mann ohne Eigenschaften. Remix. Herausgegeben von Katarina Agathos / Herbert Kapfer. Bayerischer Rundfunk / Hörspiel und Medienkunst in Zusammenarbeit mit dem Robert Musil-Institut der Universität Klagenfurt. Wissenschaftliche Beratung: Walter Fanta. Belleville, München 2004, ISBN 3-89940-416-5.
- Robert Musil: Klagenfurter Ausgabe. Kommentierte digitale Edition sämtlicher Werke, Briefe und nachgelassener Schriften. Mit Transkriptionen und Faksimiles aller Handschriften. Herausgegeben von Walter Fanta, Klaus Amann und Karl Corino. Klagenfurt: Robert Musil-Institut der Universität Klagenfurt. DVD-Version 2009.
- Robert Musil Gesamtausgabe in 12 Bänden. Herausgegeben von Walter Fanta, Verlag Jung und Jung, Salzburg und Wien:
  - Band 1 Der Mann ohne Eigenschaften 1 (Herbst 2016) Erstes Buch, Kapitel 1–75. ISBN 978-3-99027-201-5.
  - Band 2 Der Mann ohne Eigenschaften 2 (Herbst 2016) Erstes Buch, Kapitel 76–123. ISBN 978-3-99027-202-2.
  - Band 3 Der Mann ohne Eigenschaften 3 (Frühling 2017) Zweites Buch, Kapitel 1–38. ISBN 978-3-99027-203-9.
  - Band 4 Der Mann ohne Eigenschaften 4 (Herbst 2017) Zweites Buch, Fortsetzung aus dem Nachlass 1937–1942, Druckfahnen-Kapitel und Fortsetzung / Genfer Ersetzungsreihen. ISBN 978-3-99027-204-6.
  - Band 5 Der Mann ohne Eigenschaften 5 (Frühling 2018) Zweites Buch, Fortsetzung aus dem Nachlass 1933–1936. ISBN 978-3-99027-205-3.
  - Band 6 Der Mann ohne Eigenschaften 6 (Herbst 2018) Vorstufen aus dem Nachlass 1918–1928, Der Spion • Der Erlöser • Die Zwillingsschwester • Die Kapitelgruppen. ISBN 978-3-99027-206-0.
  - Band 7 Bücher I (Frühling 2019) Die Verwirrungen des Zöglings Törleß • Vereinigungen • Dissertation: Beitrag zur Beurteilung der Lehren Machs. ISBN 978-3-99027-207-7.
  - Band 8 Bücher II (Herbst 2019) Drei Frauen • Die Schwärmer • Vinzenz und die Freundin bedeutender Männer • Nachlaß zu Lebzeiten • Rede zur Rilke-Feier • Über die Dummheit. ISBN 978-3-99027-208-4.
  - Band 9 In Zeitungen und Zeitschriften I (Frühling 2020) Unselbstständige Veröffentlichungen 1898–1922. ISBN 978-3-99027-209-1.
  - Band 10 In Zeitungen und Zeitschriften II (Herbst 2020) Unselbstständige Veröffentlichungen 1922–1924. ISBN 978-3-99027-210-7.
  - Band 11 In Zeitungen und Zeitschriften III (Herbst 2021) Unselbstständige Veröffentlichungen 1925–1938. ISBN 978-3-99027-211-4.
  - Band 12 Projekte (Herbst 2021) Unveröffentlichte Schriften 1898–1942. ISBN 978-3-99027-212-1.